# Atentado contra las parroquias de San Isidro y La Palma de Algeciras
El atentado contra las parroquias de San Isidro y La Palma de Algeciras fue un presunto ataque yihadista en solitario perpetrado el miércoles 25 de enero de 2023 en las parroquias de San Isidro y La Palma, en Algeciras, Andalucía, España.

## Ataque

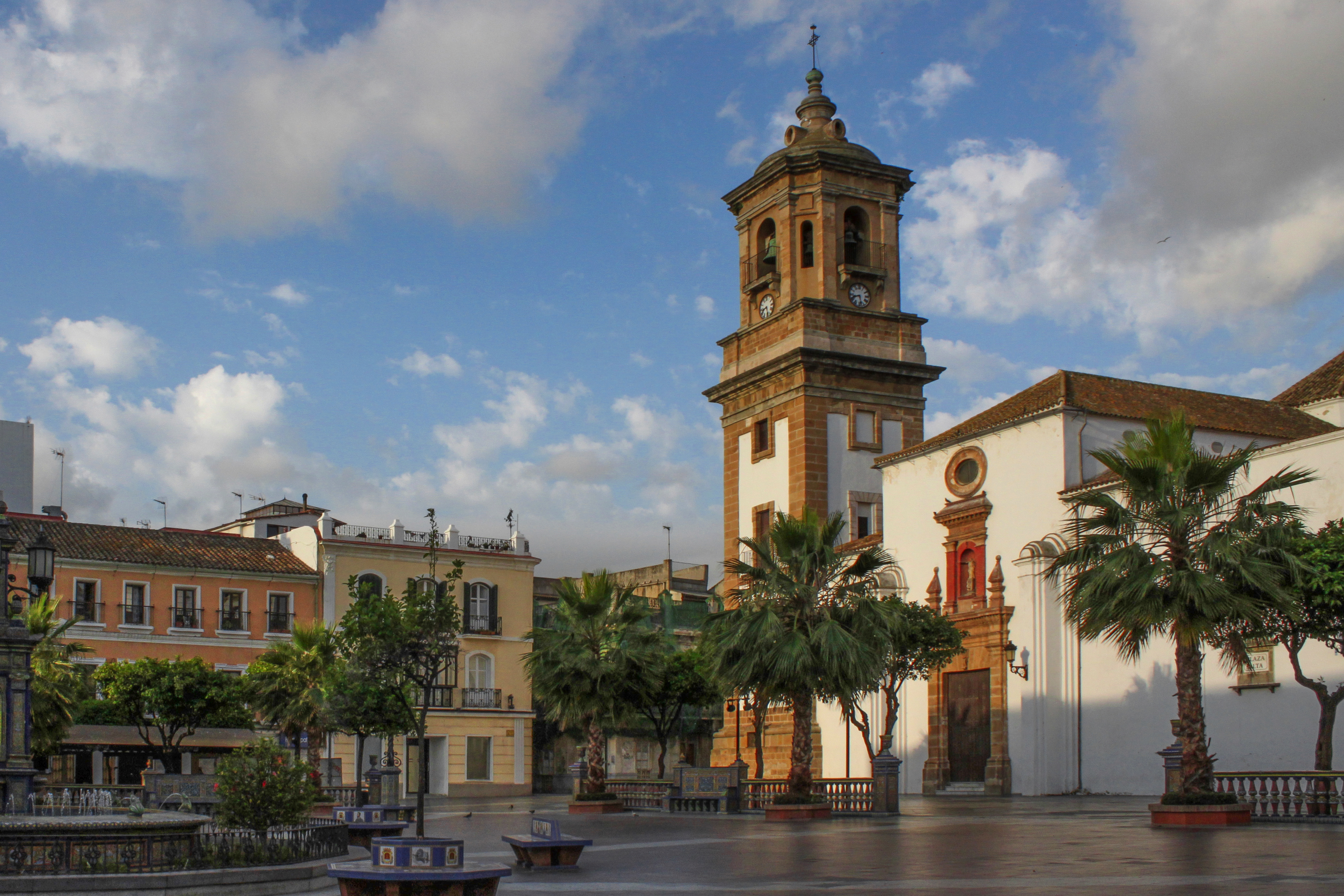
Iglesia de Nuestra Señora de la Palma, cuyo sacristán Diego Valencia fue asesiando por el terrorista.

Sobre las 18ː30 el agresor Yassin Kanza acudió a la parroquia de San Isidro de Algeciras, en la calle Ruiz Tagle. Tras discutir con los feligreses y arengarles para que abandonaran la religión católica se marchó y, al cabo de una hora, regresó con un machete e hirió al sacerdote Antonio Rodríguez, que fue trasladado en estado grave al hospital Punta de Europa de Algeciras. Después, Kanza emprendió el camino a la parroquia de La Palma, atemorizando a los viandantes y al grito de "muerte a los cristianos" y "Alá es grande". Se adentró en la parroquia de la Palma y arrojó enseres y velas. El sacristán Diego Valencia intentó defender a los feligreses y hacerle abandonar la parroquia, siendo asesinado por Kanza a las afueras del templo, en la plaza Alta. El terrorista continuó su camino a la vecina capilla de Europa, que encontró cerrada. Fue detenido por la policía local en la plaza Virgen de las Lágrimas.

## Víctimas

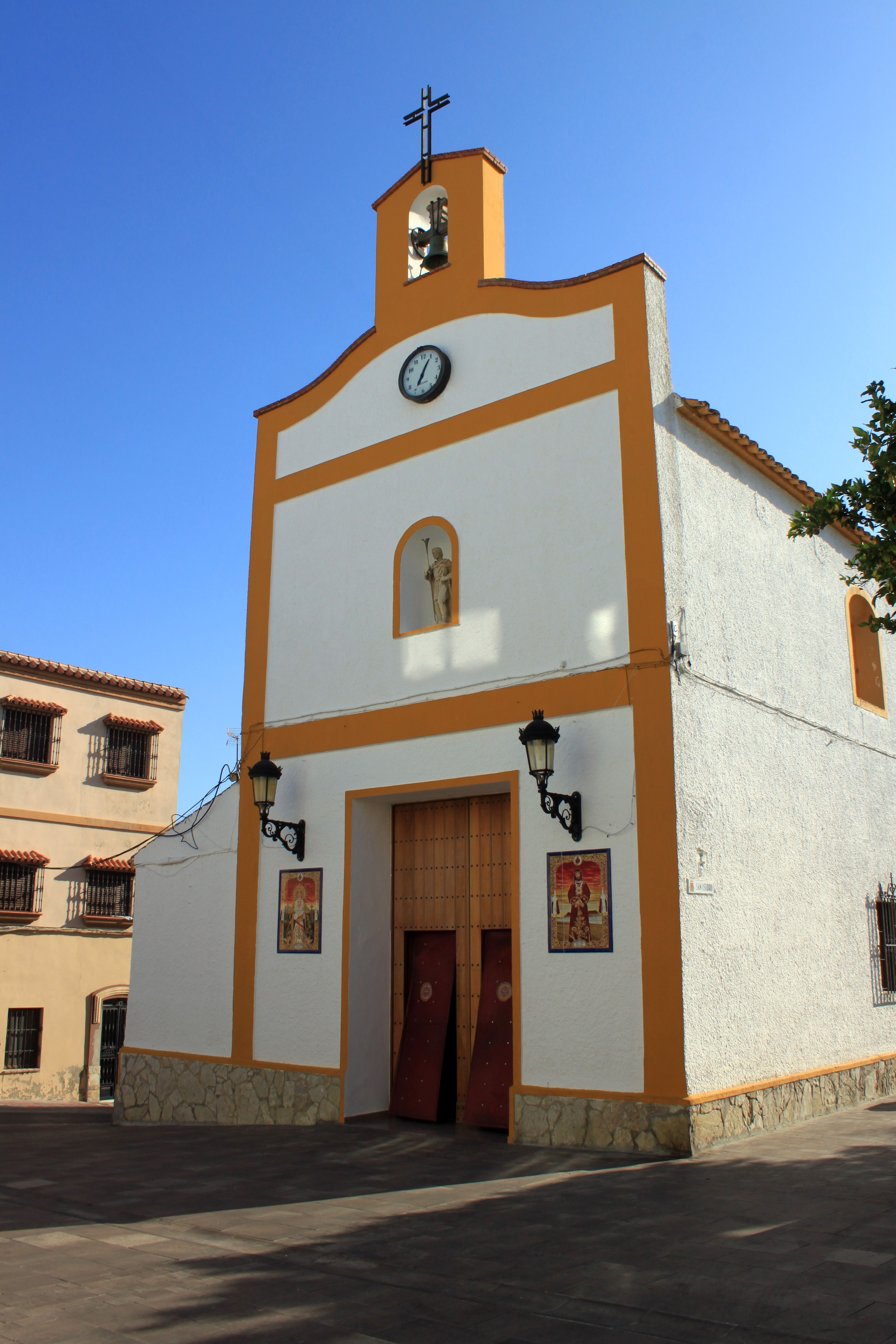
Capilla de San Isidro, primer objetivo del ataque, donde resultó herido de gravedad el sacerdote.

Resultó herido de gravedad el sacerdote segoviano Antonio Rodríguez de la iglesia de San Isidro. Además, resultaron heridas tres persona más. Resultó muerto el sacristán de la Iglesia de Nuestra Señora de la Palma, Diego Valencia, de 65 años y padre de dos hijas. Era una persona popular de la sociedad de Algeciras por su participación en el Carnaval, la Semana Santa y la feria La misa funeral fue oficiada por el obispo de la diócesis de Cádiz y Ceuta, Rafael Zornoza. El entierro multitudinario tuvo lugar el día 27 de enero, con la asistencia de autoridades, entre las que se encontraba del presidente de la Junta de Andalucía y alcalde de Algeciras José Ignacio Landaluce, y la ausencia de cualquier autoridad del gobierno de España.

## Atacante
El atacante fue identificado como Yassin Kanza, un marroquí de 26 años, inmigrante ilegal en España. Según los investigadores, Kanza presenta un «perfil inestable» y tiene antecedentes por problemas psiquiátricos en Marruecos. Tras su detención en junio de 2022 se inició el trámite de expulsión de España, que nunca llegó a suceder. Residía junto a otros compatriotas en un piso okupado o piso patera en Algeciras. No tenía antecedentes policiales y sí estaba en el punto de mira de la Policía Nacional, por una reciente y notable radicalización, al llevar tiempo increpando a cualquier mujer por no llevar hiyab o no llevarlo bien. El día 25 de enero colgó un mensaje en sus redes sociales alabando al Estado Islámico.

## Proceso judicial
La Audiencia Nacional ha abierto una investigación por terrorismo, que ha recaído en el Juzgado Central de Instrucción Número 6. El juez acordó la realización previa de un examen psiquiátrico al atacante, quien habría afirmado ser «un mensajero que salió a atacar a los enemigos de Alá» y que «veía cosas» en su cabeza, con el fin de determinar su grado de imputabilidad. Dicho examen forense determinó, con carácter preliminar, que el acusado podría presentar un trastorno de tipo delirante por lo que el juez ordenó su ingreso preventivo en el hospital psiquiátrico penitenciario de Sevilla.
Dos evaluaciones psiquiátricas posteriores han coincidido en que el acusado podría no haber estado en plenas facultades mentales en el momento del ataque. Los psiquiatras diagnosticaron un trastorno «de probable filiación esquizofrénica», así como la presencia de «un pensamiento delirante místico-mesiánico» y «fenómenos de difusión y control del pensamiento». La posibilidad de un cuadro psicótico según tales informes, que conllevaría la inimputabilidad o la atenuación de la responsabilidad de Hanza, ha motivado que la Audiencia Nacional dude «seriamente» del carácter terrorista de los hechos aunque, de momento, mantenga la naturaleza terrorista del ataque.

## Consecuencias
La Conferencia Episcopal condenó el atentado indicando que la violencia no tiene cabida en la sociedad en la que vivimos, al igual que la comunidad islámica en España.